# Acrolophus pumicea
Acrolophus pumicea är en fjärilsart som beskrevs av Edward Meyrick 1913. Acrolophus pumicea ingår i släktet Acrolophus och familjen Acrolophidae. Inga underarter finns listade i Catalogue of Life.